# Psichotoe naclioides
Psichotoe naclioides là một loài bướm đêm thuộc phân họ Arctiinae, họ Erebidae.